# Arbeitssprache
Eine Arbeitssprache ist die Sprache der Kommunikation innerhalb einer vielsprachigen supranationalen Organisation, eines Unternehmens oder einer Institution. Die meisten internationalen Vereinigungen wie UNO, OECD, NATO, ASEAN, Europarat oder EU haben Amtssprachen und offizielle Arbeitssprachen.
Die Europäische Union verwendet im Wesentlichen drei Arbeitssprachen, die auch die drei meistgesprochenen und meistgelernten Sprachen sind; nämlich Englisch, Französisch und Deutsch. Vor dem Austritt des Vereinigten Königreichs sprachen 13 % der EU-Bürger Englisch als Muttersprache, 38 % als Fremdsprache, Französisch  14 % und Deutsch 18 % als Muttersprache und jeweils 14 % als Fremdsprache. Nach dem Brexit sprechen immer noch etwa 50 % der EU-Bürger Englisch, aber nur etwa 36 % Deutsch und 29 % Französisch, und das, obwohl nur noch knapp 1 % der Bürger Englisch als Muttersprache spricht. Verhandlungen, Besprechungen und alle Veröffentlichungen der Europäischen Organe werden überwiegend in einer dieser drei Sprachen geführt bzw. bekanntgegeben.